# 36329 Philmetzger
36329 Philmetzger este o planetă minoră (asteroid), cu un diametru de 4,637 km, din centura de asteroizi. A fost descoperită pe 1 iunie 2000 la Stația Anderson Mesa de Lowell Observatory Near-Earth-Object Search și a fost numită după Philip T. Metzger⁠(d). 
Obiectul prezintă o orbită caracterizată de o semiaxă mare de 2,3839224 UAi, o excentricitate de 0,23, o înclinație de 5,62128 ° în raport cu ecliptica.